# Negulești (okręg Neamț)
Negulești – wieś w Rumunii, w okręgu Neamț, w gminie Piatra Șoimului. W 2011 roku liczyła 475 mieszkańców.